# رستي ريتشاردز
رستي ريتشاردز (بالإنجليزية: Rusty Richards)‏ هو لاعب كرة قاعدة أمريكي، ولد في 27 يناير 1965 في هيوستن في الولايات المتحدة.

## وصلات خارجية
- رستي ريتشاردز على موقعبيزبول رفرنس.كوم (الدوري الرئيسي) (الإنجليزية)
- رستي ريتشاردز على موقعبيزبول رفرنس.كوم (الدوري الثانوي) (الإنجليزية)